# Nicolás Mateo
Nicolás Mateo (n. 18 de junio de 1980; Buenos Aires, Argentina) es un actor y músico argentino.
Actor de teatro, cine y televisión También se dedica a la música como compositor, cantante y guitarrista.

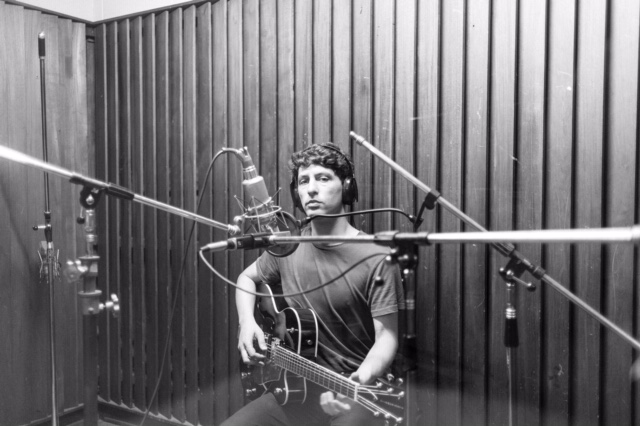
Mateo grabando "La experiencia sensible de Nicolás Mateo" x Maximiliano Pezzoni

## Filmografía

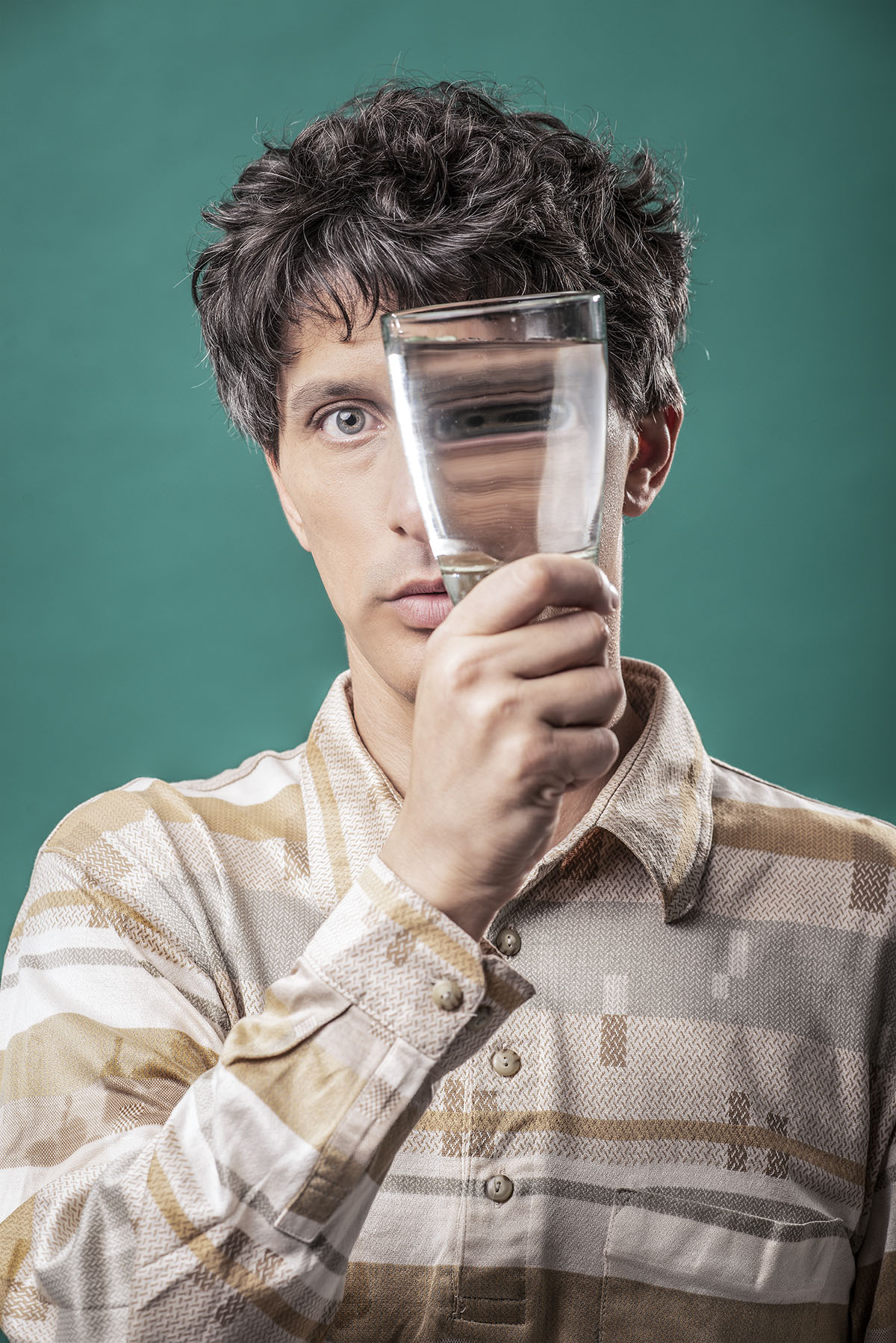
Mateo x Nacho Lunadei

| Año  | Película                     | Personaje         | Director                                       |
| ---- | ---------------------------- | ----------------- | ---------------------------------------------- |
| 1998 | Doña Bárbara                 | Félix Luzardo     | Betty Kaplan                                   |
| 2000 | Rockabilly                   | Martín Salas      | Sebastián De Caro                              |
| 2001 | Vacaciones en la Tierra      | Martín Sala       | Sebastián De Caro                              |
| 2002 | Un día de suerte             | Erasmo            | Sandra Gugliotta                               |
| 2003 | Nadar solo                   | Martín Canepa     | Ezequiel Acuña                                 |
| 2006 | Agua                         | Chino             | Verónica Chen                                  |
| 2007 | La velocidad funda el olvido | Olmo              | Marcelo Schapces                               |
| 2008 | Luego                        |                   | Carola Gliksberg                               |
| 2009 | Felicitas                    | Cristian De María | María Teresa Costantini                        |
| 2009 | Campo Cerezo                 |                   | Patricia Martín García                         |
| 2011 | Mujer Conejo                 | Polaco            | Verónica Chen                                  |
| 2012 | Señales                      | Mauro Silleta     | Guido Rossetti                                 |
| 2012 | La donna (cortometraje)      | L´huommo          | Nicolás Dolensky                               |
| 2014 | La vida de alguien           | Martín Cánepa     | Ezequiel Acuña                                 |
| 2015 | La Salada                    | Luciano           | Juan Martín Hsu                                |
| 2016 | Internet yonki               | Rodolfo           | Alexander Katzowicz                            |
| 2018 | El corte                     |                   | Regina Braunstein y Agustina González Bonorino |
| 2019 | Rosita                       |                   | Verónica Chen                                  |
| 2019 | Baldío                       | Hilario           | Inés de Oliveira César                         |

## Televisión
| Año       | Título                                    | Personaje              | Canal              |
| --------- | ----------------------------------------- | ---------------------- | ------------------ |
| 1998-2000 | Verano del '98                            | Nicolás Levin          |                    |
| 2001      | EnAmorArte                                | Teo                    |                    |
| 2002      | Kachorra                                  | Santiago Guerrero      |                    |
| 2002      | Tiempo final                              |                        |                    |
| 2003      | Los simuladores temp. 2 cap. 6            | Gustavo Brodsky        |                    |
| 2004      | Historias de sexo de gente común          | Santiago               |                    |
| 2004      | Sangre fría                               |                        |                    |
| 2007      | 9 mm, crímenes a la medida de la historia | Tacuara                | Canal de la Ciudad |
| 2008      | Vidas robadas                             | Norman "Loco" Trench   |                    |
| 2009-2010 | Ciega a citas                             | Julián Sánchez Agüero  |                    |
| 2011      | Los sónicos                               | Litto "Nebbia"         |                    |
| 2015      | Dia libre (Capitulo 2)                    |                        | Serie web          |
| 2020      | Cartas a mi ex                            | Mariano                | UN3 TV             |
| 2021      | #Tbt – Todo tiempo pasado fue, mejor?     | Santiago Bianco        |                    |
| 2023      | Cóndor uno cero cinco                     | Juan Branco            |                    |
| 2024      | Coppola, el representante                 | Mariano Cúneo-Libarona |                    |

## Discografía

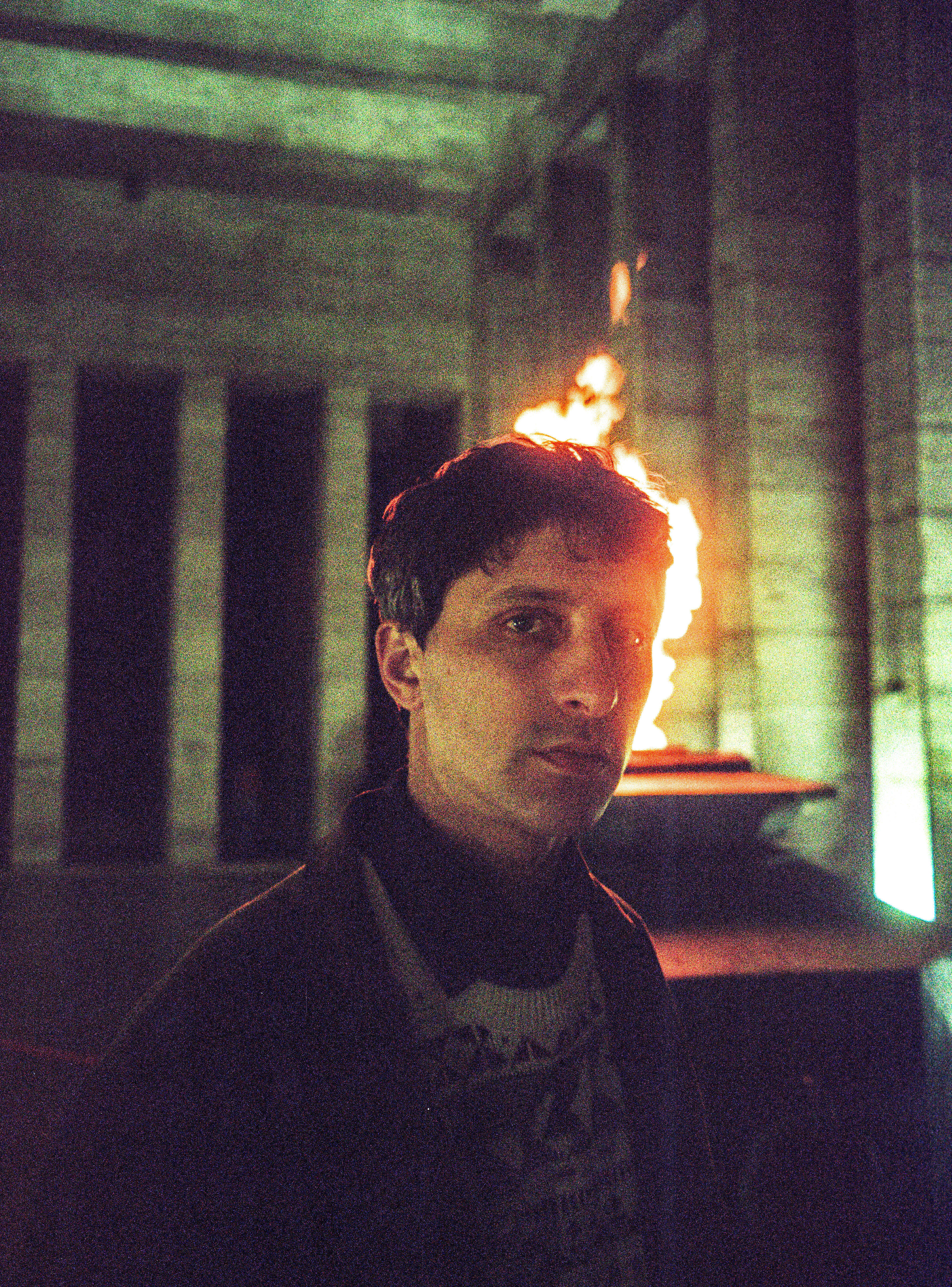
Mateo en el monumento a la bandera - Rosario, Argentina

Solista
| Año  | Disco                                    | Formato  | Productor                      |
| ---- | ---------------------------------------- | -------- | ------------------------------ |
| 2008 | Todo es espejo                           | LP       | demo album                     |
| 2010 | Pistas sueltas                           | LP       | demo album                     |
| 2016 | Palanca sin cambios                      | LP       | Diego Acosta                   |
| 2016 | De crisma song/ Soledades                | Sencillo | Santiago Azpiri                |
| 2018 | La experiencia sensible de Nicolás Mateo | LP       | Alféizar                       |
| 2022 | ESPAMENTO                                | LP       | Fábrica d Música               |
| 2024 | Las dotes del poeta / Tracy              | Sencillo | Mario González y Nicolás Mateo |

### La moto
| Año  | Disco            | Formato | Productor |
| ---- | ---------------- | ------- | --------- |
| 2008 | Ya no es secreto | EP      | ---       |

### Inventado Antiguo
| Año  | Disco                                     | Formato  | Productor                              |
| ---- | ----------------------------------------- | -------- | -------------------------------------- |
| 2010 | Sin reloj / Los días de las rabias nuevas | Sencillo | Mario Agustín González                 |
| 2010 | Las esquinas / Pasaje de antes            | Sencillo | Mario Agustín González                 |
| 2011 | Deporte tal vez / A Bardo                 | Sencillo | Mario Agustín González & Nicolás Mateo |
| 2014 | Inventado Antiguo                         | LP       | Mario Agustín González & Nicolás Mateo |

## Video clips
- Conmovido (del álbum Palanca sin cambios)
- Como Karadagián (del álbum Palanca sin cambios)
- Pichón (del álbum ESPAMENTO)
- Última fe (del álbum ESPAMENTO)